# Cent

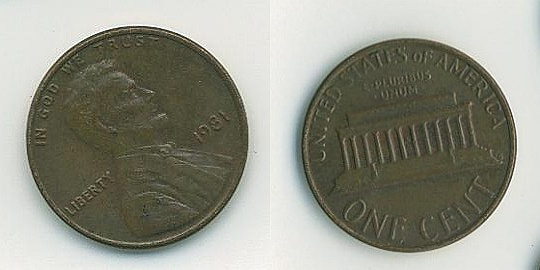
1 cent USA

Cent (z łac. centum = „sto”) – jednostka monetarna wielu państw świata. Jej nazwa wywodzi się od części setnej. Bywa oznaczany symbolem ¢.
Jako monetę centa po raz pierwszy wybito w stanie Massachusetts w 1787 r. Poza systemem monetarnym Stanów Zjednoczonych cent jako 1/100 lokalnego dolara występuje, bądź występował, między innymi w (na):
- Liberii (od 1847 r.)
- Kanadzie (od 1888 r.)
- Wyspach Kokosowych (1913, 1968 i 1977 r.)
- Australii (od 1966 r.)
- Trynidadzie i Tobago (od 1966 r.)
- Gujanie (od 1967 r.)
- Nowej Zelandii (od 1967 r.)
- Singapurze (od 1967 r.)
- Fidżi (od 1969 r.)
- Jamajce (od 1969 r.)
- Kajmanach (od 1972 r.)
- Barbadosie (od 1973 r.)
- Wyspach Bahama (od 1974 r.)
- Belize (od 1974 r.)
- Rodezji (w latach 1970–1977).

W Sierra Leone centa wprowadzono w 1791 r. Stanowił pierwotnie równowartość ½ pensa albo 1/100 dolara, a od 1960 r. 1/100 leone.
W Niderlandach cent bity był od 1817 r. – 1/100 guldena.
Cent wart 1/100 guldena od 1920 r. bity jest w Surinamie.
1/100 lokalnej rupii warte były centy Mauritiusa (od 1877 r.) i Seszeli (od 1919 r.), a w 1908 r. również cent Zanzibaru.
W Kenii i Ugandzie cent stanowi równowartość 1/100 miejscowego szylinga (od 1966 r.).
W Republice Południowej Afryki cent odpowiada 1/100 randa (od 1961 r.).
W drugiej połowie XX w. (od 1972 r.) na Malcie cent był równowartością 1/100 lokalnego funta albo 10 milów.
Od 1968 r. w Suazilandzie cent był równy 1/100 luhlangi, a od 6 września 1974 r. – 1/100 lilangeni.
W latach 1898–1949 centa emitowano w Chinach, gdzie wart był 10 kasz, 1/10 jiao, albo 1/100 juana.
W latach 1925 i 1936 bito centa na Litwie, gdzie stanowił równowartość 1/100 litasa.
Centy emitowano również w koloniach: holenderskich, niemieckich i brytyjskich, gdzie nie zawsze odpowiadały jednostkom macierzystych państw, np. koloniach brytyjskich w Ameryce i Azji czy niemieckiej Kiau-czou.
W Duńskich Indiach Zachodnich, bez jakiegokolwiek odniesienia do duńskiej jednostki monetarnej, cent stanowił równowartość 1/20 franka.